# Holzkapelle Dürrenbach

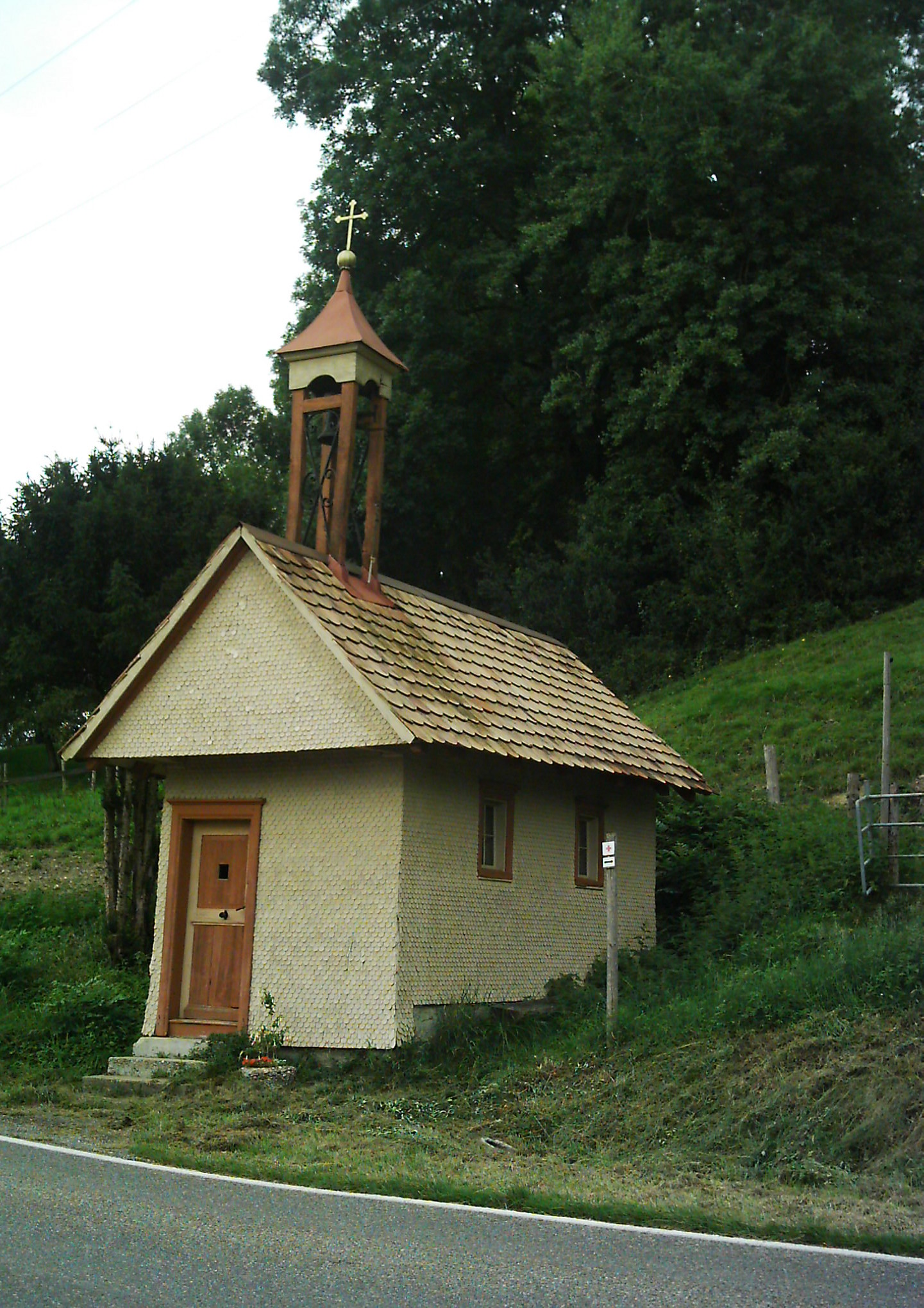
Holzkapelle Dürrenbach (2007)

Die Holzkapelle Dürrenbach ist eine Kapelle in Dürrenbach bei Großholzleute, einem Teilort von Isny im Allgäu im Landkreis Ravensburg.

## Beschreibung
Die Kapelle steht nördlich von Großholzleute im Tal der Unteren Argen auf einer Höhe von 730 m an der Kreisstraße 8020, die Großholzleute mit Rohrdorf verbindet. Sie ist eine der wenigen Holzkapellen im Landkreis und wurde um das Jahre 1800 errichtet. Das geostete, verschindelte Bohlenständerbauwerk befindet sich auf dem Grund des nächstliegenden Bauernhofes gegenüber der Straße am Fuße des Höhenzuges Adelegg. Es hat einen hölzernen Dachreiter mit einer Glocke und ein vorkragendes Satteldach.
Im Inneren der Kapelle befanden sich die holzgeschnitzten Figuren des Jesuskinds und der Apostel Petrus und Paulus. Sie wurden gestohlen. Der Eigentümer und Mesner der Kapelle fertigte im letzten Jahrhundert die Figuren wieder an. Der Schrein mit dem Prager Jesuskind fiel nicht dem Raub zum Opfer.